# Neusiß
Neusiß é uma vila e antigo município da Alemanha localizado no distrito de Ilm-Kreis, estado da Turíngia.  Pertencia ao Verwaltungsgemeinschaft de Geratal. Desde janeiro de 2019, forma parte do município de Plaue.